# Воробьиный сыч-гном

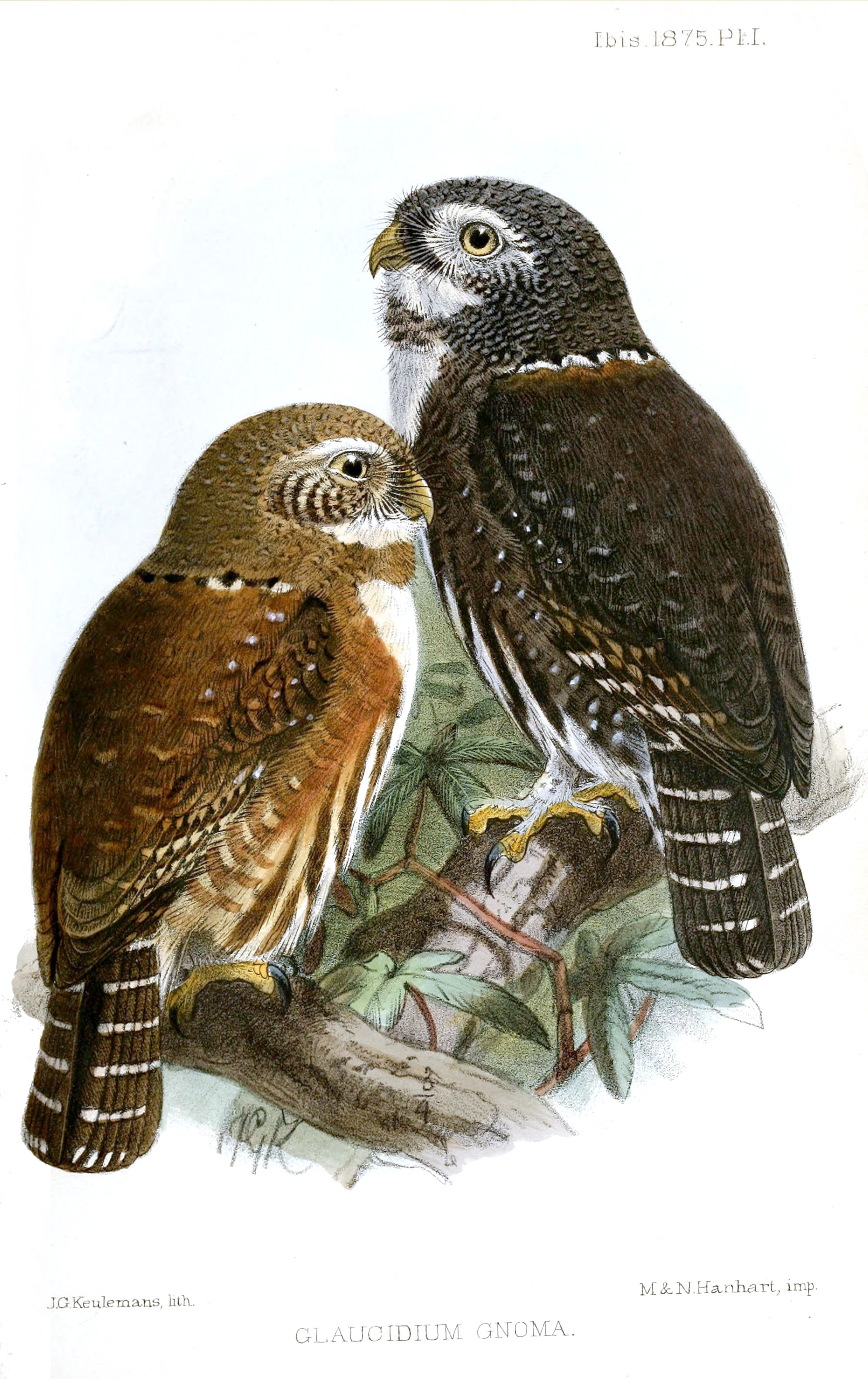

Воробьиный сыч-гном (лат. Glaucidium gnoma) — птица из семейства совиных.

## Внешний вид
Длина тела взрослой птицы 15-17 см, длина крыла 9 см, масса 60 г. Верх тёмно-коричневый, с белыми пятнами. Хвост длинный, тёмный, с тонкими белыми полосками. Низ белый с чёрными вертикальными полосами. Лапы оперены до пальцев. Когти чёрные, клюв бледно-жёлтый. Голова круглая, перьевых «ушек» нет, слабо выраженный лицевой диск. Радужина глаз жёлая. На затылке находятся два чёрных пятна, обведённые по периметру узкой белой полоской, которые формой и расположением очень напоминают глаза и, возможно, служат для обмана хищников.

## Образ жизни
Питается насекомыми и жуками, мелкими млекопитающими, птицами (в том числе певчими) и рептилиями, причём для сычиков-гномов наиболее характерна пищевая специализация самцов и самок: первые предпочитают охотиться на птиц, вторые — на грызунов. Охотиться предпочитает в сумерках утром или вечером, иногда охотится днём.

## Размножение
Воробьиный сыч-гном гнездится в старых дуплах дятлов. Деревья, которые сыч чаще всего выбирает для гнездования — псевдотсуга, туя складчатая, тсуга западная и красная ольха. Кладка состоит из 2-4 яиц, которые самка откладывает на дно дупла. В период насиживания самец кормит самку, а затем ещё и появившихся птенцов. В это время он должен приносить пищу каждые два часа.

## Распространение
Обитает на территории от юго-востока Аризоны, горных районов Мексики до Панамы, Гватемалы и центральных районов Гондураса. Селится в горных смешанных и хвойных лесах, как в лесу, так и по опушкам леса.